# Judita Flandrijska
Judita Francuska (fra. Judith de France, eng. Judith of France; ili Judita Flandrijska; o. 843. – o. 870.) bila je francuska plemkinja rođena u kraljevskoj obitelji Zapadne Franačke, a postala je kraljicom Wessexa i groficom Flandrije.
Njeni roditelji bili su kralj Franaka Karlo II. Ćelavi i njegova prva supruga, kraljica Ermentruda, kći grofa Oda I. Bila je sestra Luja II. Mucavca, polusestra Rotilde te teta Karla III. Glupog.
Njen prvi muž je bio kralj Æthelwulf; vjenčali su se 1. listopada 856. u Verberieu (sjeverna Francuska). Brak je zapravo bio snažan politički savez, premda je Judita bila tek djevojčica. Tadašnji povjesničari smatrali su taj događaj iznimno važnim, ali i neobičnim jer se francuske kraljevne obično nisu udavale za strance. Judita je bila proglašena kraljicom, što je također bilo neobično; dotada se supruge kraljeva Wessexa nije tretiralo s tolikom pažnjom i čašću. Judita sa svojim prvim mužem nije imala djece.
Drugi suprug Judite bio je njen posinak, kralj Æthelbald; njihovo vjenčanje je bilo smatrano velikim skandalom te su svećenici oštro kritizirali taj događaj. Judita i Æthelbald nisu imali djece; nakon smrti muža, Judita je prodala svoje posjede u Wessexu te se vratila u Franačku.
Treći muž gospe Judite bio je Balduin I. Flandrijski; moguće je da su se dvaput vjenčali. Nakon što se vratila ka ocu, Judita je prvo bila poslana u opatiju u Senlisu. Moguće je čak da je Karlo htio novi brak za svoju kćer, koja se zaljubila u Balduina. Nakon što su se navodno vjenčali u opatiji, njen otac je bio bijesan te je htio da se brak poništi; Judita i njen muž su pobjegli na dvor Juditinog rođaka, Lotra II. Papa Nikola I. je zamolio kralja Karla Ćelavog da prihvati taj brak, do čega je i došlo. Balduin i Judita vratili su se u Francusku i vjenčali se (ponovno?) 13. prosinca 862. Njihovi sinovi su bili Karlo, Balduin II. Flandrijski i Rudolf.